# جاستن جونز (عازف قيثارة)
جاستن جونز (بالإنجليزية: Justin Jones)‏ هو عازف قيثارة بريطاني، ولد في 9 يناير 1964 في برمنغهام في المملكة المتحدة.